# Horace Gould
Horace Gould (n. 20 septembrie 1921, Bristol, Regatul Unit al Marii Britanii și Irlandei – d. 4 noiembrie 1968, South West England, Anglia, Regatul Unit) a fost un pilot de Formula 1. De-a lungul carierei a luat startul în 14 curse, niciuna din pole-position. Nu a câștigat nicio cursă și nu a terminat niciodată pe podium, acumulând 2 puncte în întreaga activitate ca pilot de Formula 1.